# Gustav Hjalmarsson
Gustav Hjalmarsson, född 2 april 1986 i Gislaved, är en svensk ishockeyspelare. 
Han har en yngre broder, Simon Hjalmarsson som för närvarande spelar för KHL-laget CSKA Moskva och en äldre broder, Erik Hjalmarsson som spelar för Rungsted i Danska METAL LIGAEN.

## Klubbar
- Gislaveds SK, Moderklubb-2004, 2005-2006
- Rögle BK J20, 2004-2005
- Växjö Lakers Hockey, 2006-2013
- IF Björklöven, 2013-2014
- IF Troja-Ljungby, 2014-2015